# Flehmen
Flehmen ist das gezielte und am geöffneten Maul und der Haltung erkennbare Wittern etlicher Säugetiere (beispielsweise Gämsen, Moschusochsen, Kamele (Dromedar und Trampeltier), Pferde, Hunde, Katzen, Elefanten und weiterer) nach spezifischen Gerüchen, zum Beispiel Geschlechtsgerüchen und insbesondere von Pheromonen mit Hilfe einer besonderen Entwicklung des Riechkolbens und des vomeronasalen Organs (Jacobson-Organ, auch bei Menschen). Beim Flehmen öffnen die Tiere das Maul ein wenig und strecken die Zungenspitze heraus – oft auch, um den Urin von Artgenossen aufzunehmen. Beim Einatmen werden dann Geruchsstoffe am Gaumen entlang bzw. ins vomeronasale Organ geleitet und können sowohl gerochen als auch geschmeckt werden. Das Flehmen ist eine Verhaltensäußerung, die hauptsächlich während der Fortpflanzungsperiode (Sexualzyklus) beobachtbar ist.
Wenngleich das Flehmen meistens bei einem „überraschenden, intensiven Geruch“ auftritt, kann es beim Pferd auch Anzeichen für das Vorliegen einer Kolik sein.

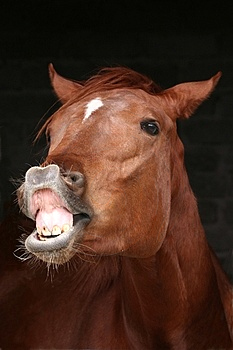
Flehmender Hengst
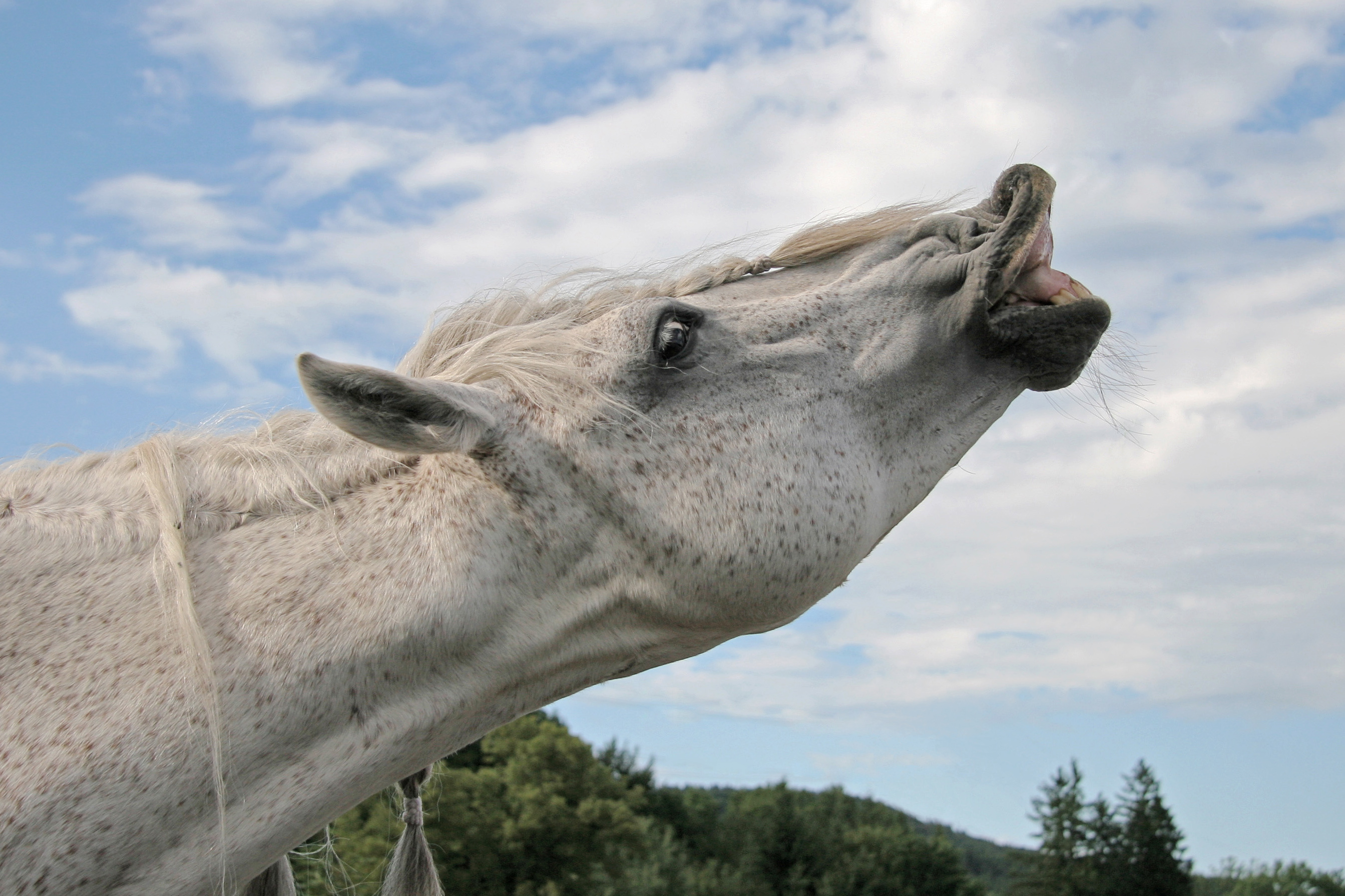
Flehmendes Pferd
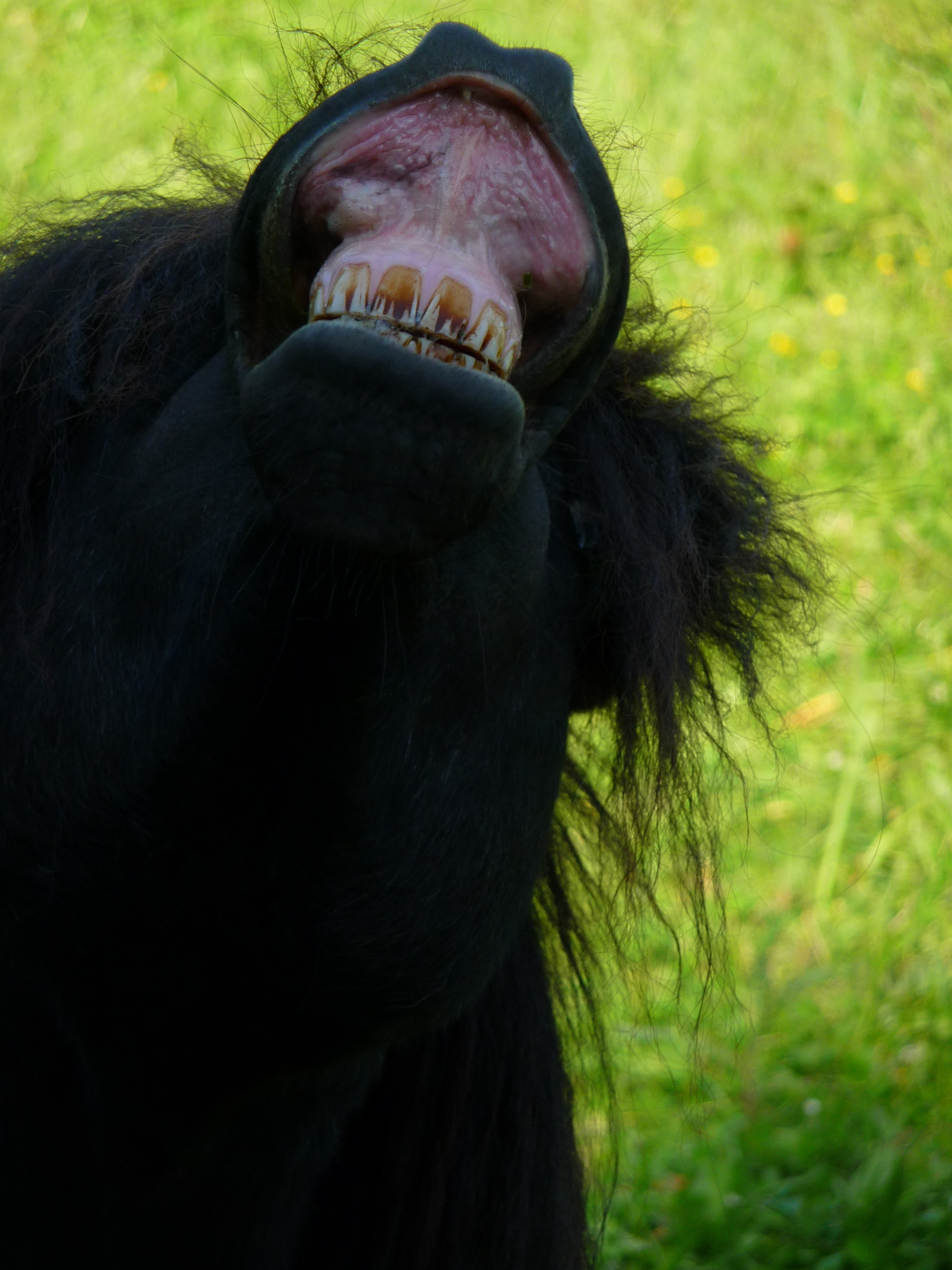
Flehmendes Shetlandpony
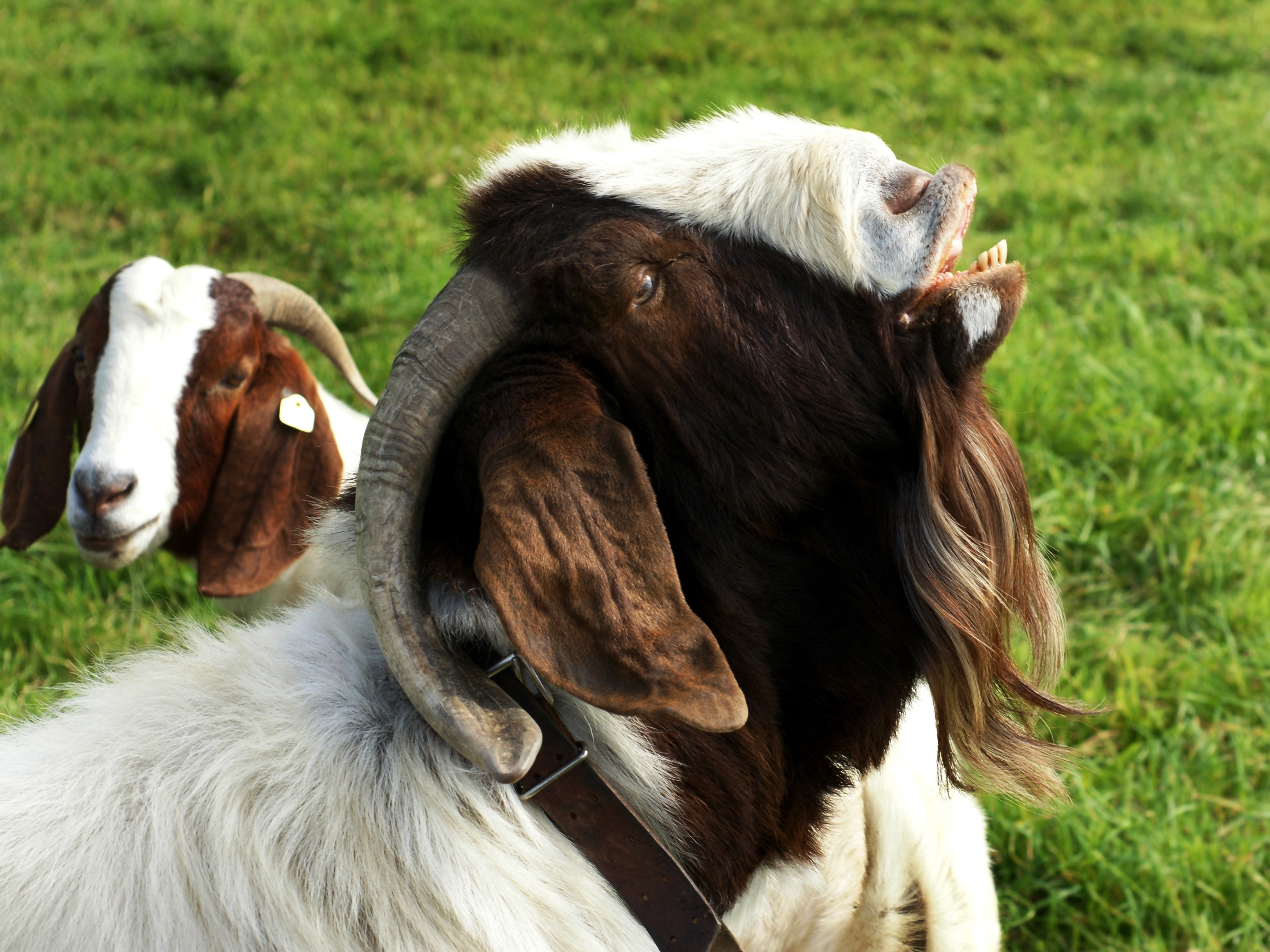
Burenziegenbock
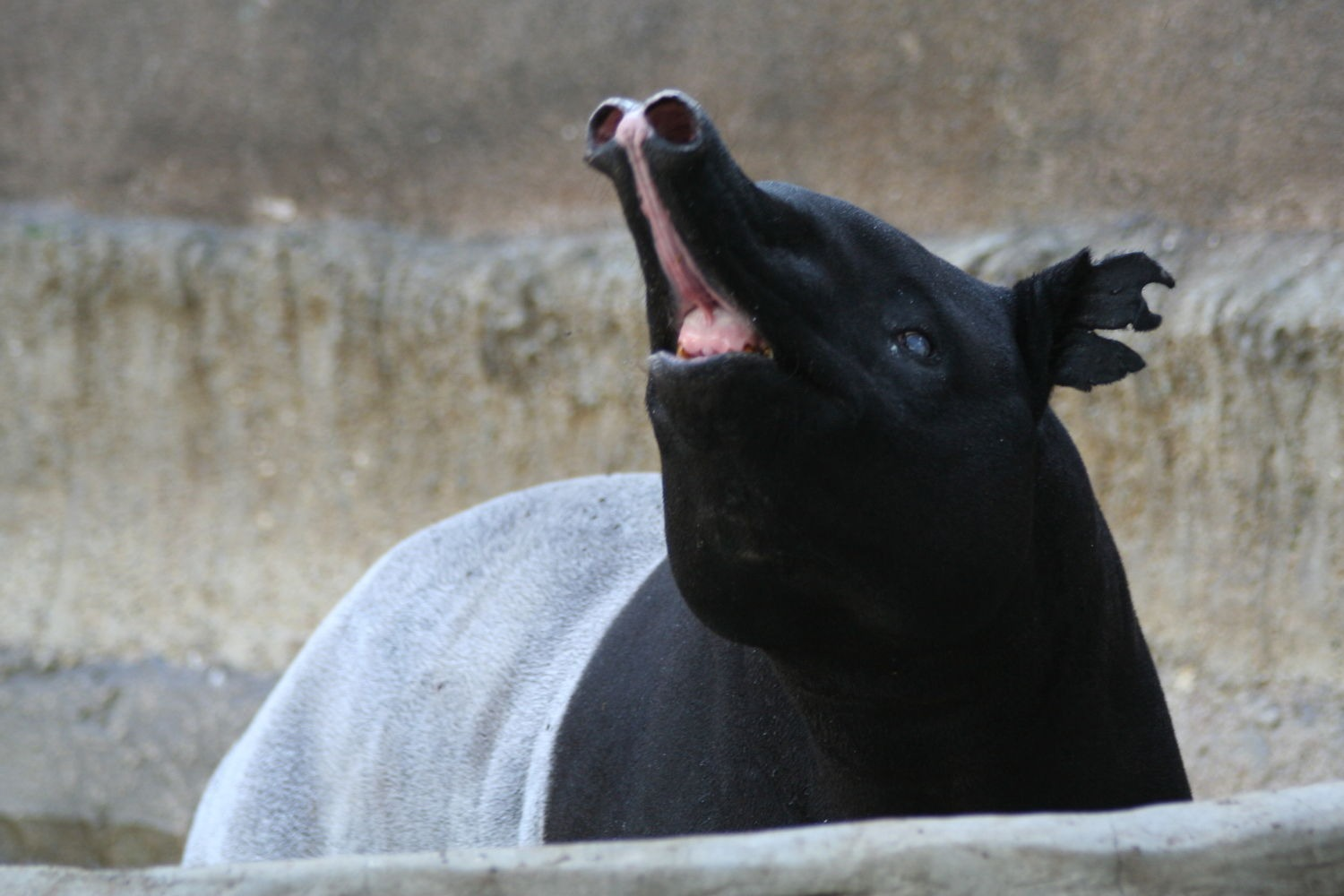
Schabrackentapir
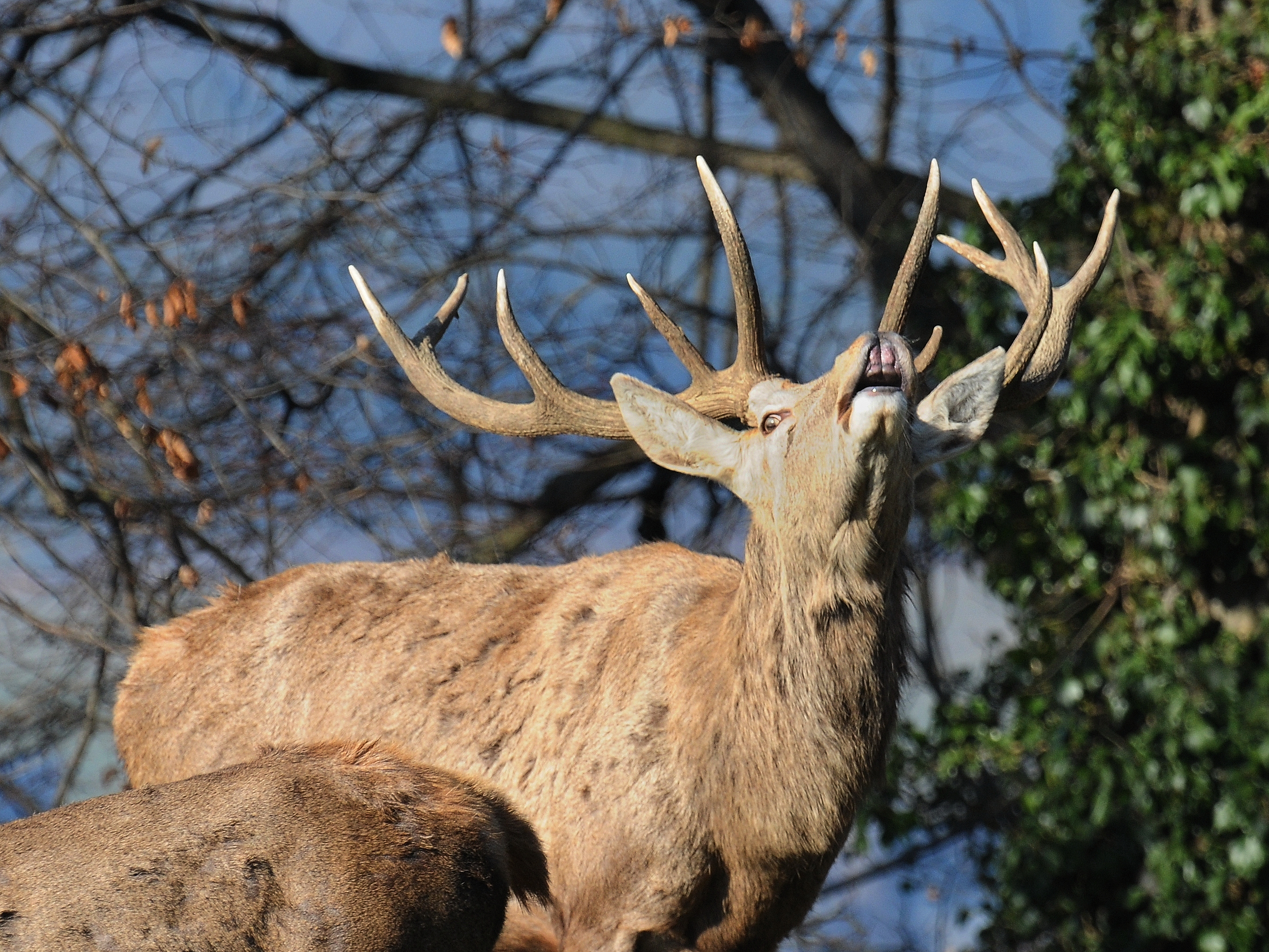
Rothirsch
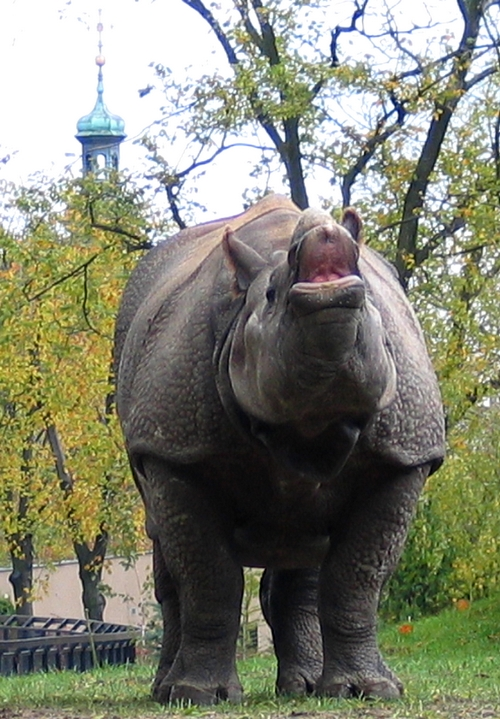
Rhinoceros unicornis
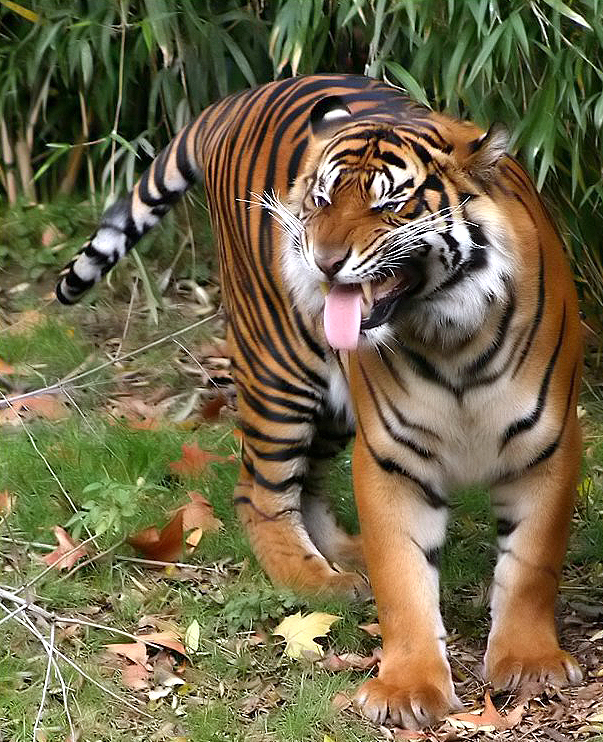
Sumatra-Tiger
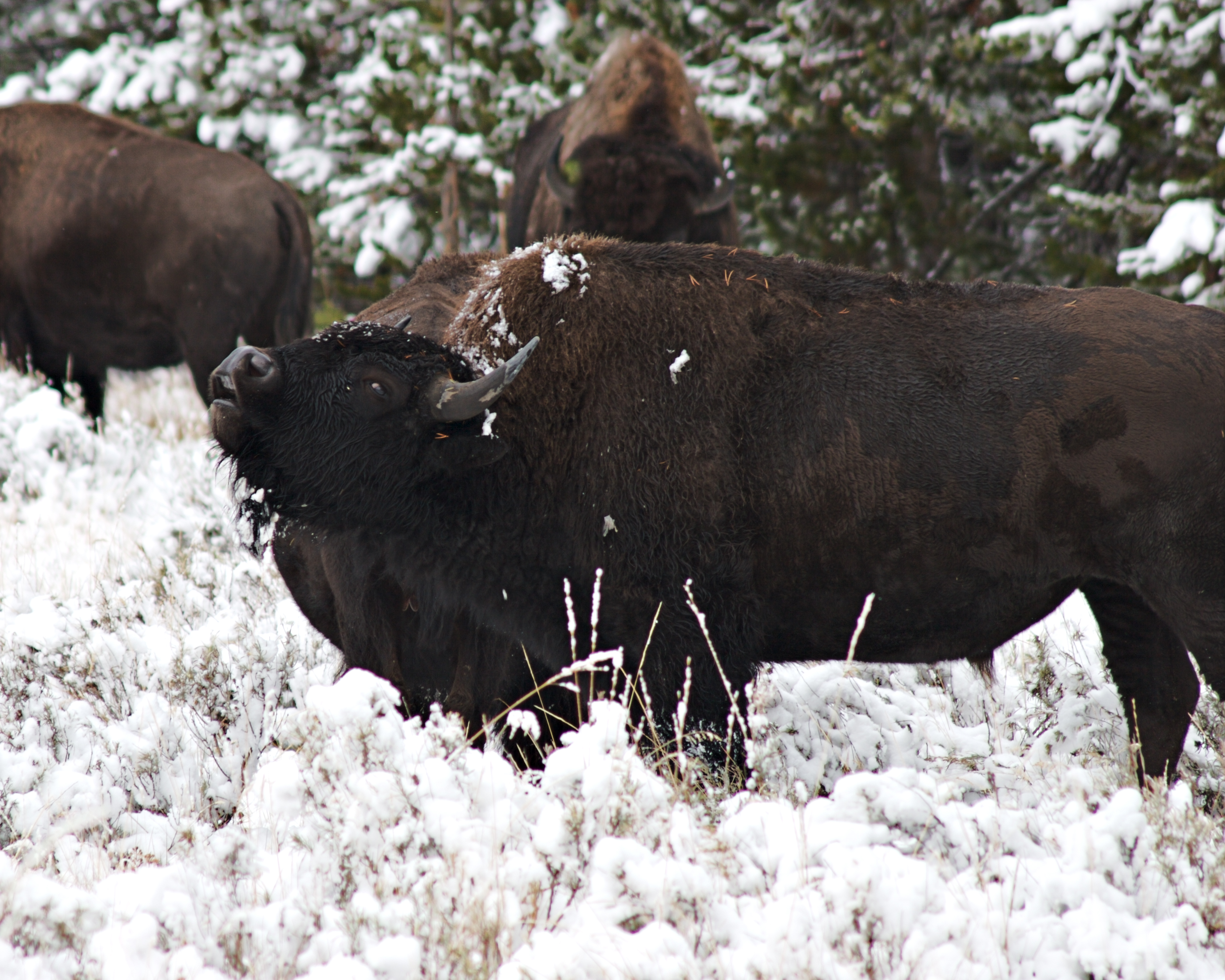
Bison
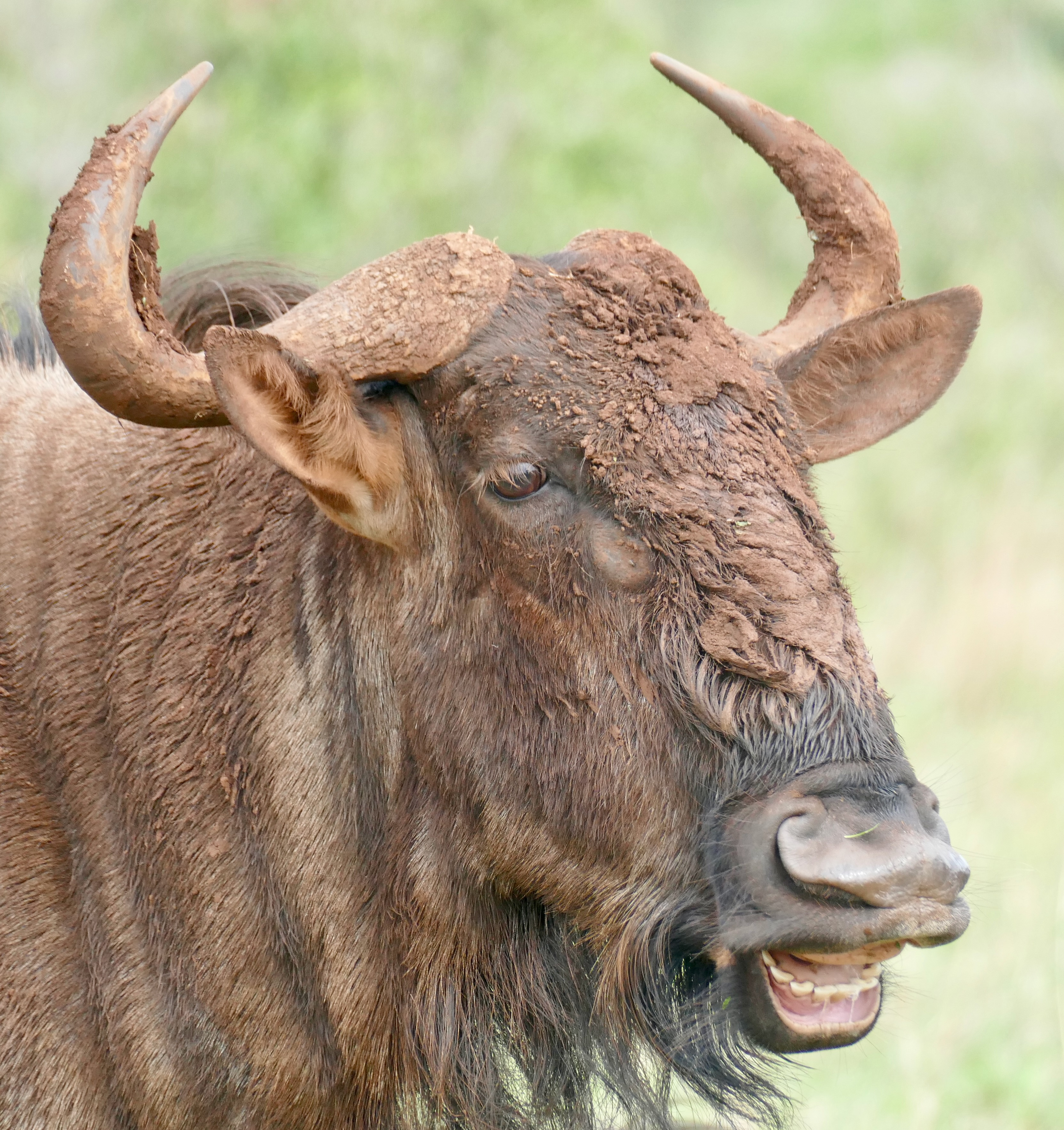
Streifengnu